# 父さんは森に隠れる
『父さんは森に隠れる』は、NHKの「ドラマ新銀河」で1997年9月1日から10月2日まで放送されたテレビドラマ。放送時間は月曜日から木曜日19:40-19:58。全20回。

## あらすじ
沢井治夫は医学部受験に失敗した後、実家の医院は妻の令子に任せ、広告代理店に勤務している。そんなある日、治夫は家族に丸太小屋生活を始めることを宣言。森に小屋を構えおもちゃ作りに励み出す。一方、令子の元にかつて恋人だった永瀬から連絡がある。

## キャスト
沢井治夫
演 - 中村雅俊　
沢井令子
演 - 真野響子　
沢井俊一
演 - 草野康太　
沢井ハル
演 - 市田ひろみ
中野里美
演 - 森口瑤子
石坂美紀
演 - 高橋かおり
岩山高志
演 - 内野聖陽
鹿田辰五郎
演 - 鈴木清順
永瀬雄一
演 - 根津甚八

## スタッフ
- 作 - 相葉芳久[1]
- 音楽 - 堀井勝美[1]
- 制作統括 - 峰島総生[1]
- 演出 - 諏訪部章夫[1]、西谷真一[1]、勅使河原亜紀夫[1]
- 美術 - 山内浩幹[1]、鯛正之輔[1]
- 技術 - 八木悟[1]、筏谷武志[1]
- 音響効果 - 山倉正美[1]、加藤正孝[1]

## 主題歌
- 中村雅俊「愛はここにある」[1]